# 織田常松
織田 常松（おだ じょうしょう）は、室町時代の武将。管領・斯波氏の被官。尾張国守護代。受領名は伊勢守。

## 人物
常松は法名であり、織田教長の父である織田教信（- のりのぶ）と同一人物とされる。また、最近の研究では、応永9年（1402年）頃、織田一族で最初に尾張守護代に任命されたと見られる織田教広と同一人物であるという見方もある。教信、教広の「教」の字は同国守護の斯波義教より偏諱を受けたものである。
鎮守府将軍・藤原利仁（またはその岳父・藤原有仁）の一族と思われる藤原兵庫助将広（または同一人物 もしくは同族）の子とされ、織田常昌とは同人物ともされる。
尾張守護代は当初は甲斐氏が務めていたが、応永9年（1402年）頃、尾張守護でもあった管領・斯波義教が尾張守護代・甲斐将教（祐徳）を更迭し、織田伊勢守入道常松を新たな守護代に任じ、以後織田氏が尾張の守護代職を世襲するようになったといわれる。しかし、守護・斯波義教を補佐するため、在京することが多く、弟と推定される一族の織田出雲守入道常竹が又守護代として尾張を在地支配をしていたとされる。
古文書などでは、応永9年（1402年）7月20日の大徳寺文書に、「教広」が守護代の権限を行使しているのが初出。
応永10年（1403年）8月9日の醍醐寺文書に、「織田伊勢入道」とあり、教広と同一人物である場合、この時期に出家したと見ることができる。
醍醐寺座主・満済の日記（『満済准后日記』）によると、正長元年（1428年）8月6日、常松は病に侵され危篤状態にあったとされ、満済が常松の許に見舞いの使者を送った際、織田弾正という者が応対したという記述があり、この頃まで生存が確認される。
正長2年（1429年）4月29日の大徳寺文書には、守護代として織田朝長の活動が見えるので、それまでに交代したと見られる。
『建内記』の永享3年（1431年）3月8日の条文には「織田故伊勢入道」とあることからこの間に死去したと思われる。

## 異説
『前野家文書』「武功夜話」では、伊勢守入道常松と織田郷広（教長の子とされる）を同一人物としている。初名を「信広」と名乗り、尾張守護の斯波義郷の偏諱を受けて「郷広」と改めて織田氏の最初の尾張守護代となり、応永5年（1398年）に尾張に入国したとある。しかし、この文書の信憑性については諸説あり、またこの当時斯波義郷は生まれておらず、その父である義教（義重）の代である。